# Saperda scalaris
Saperda scalaris es una especie de escarabajo longicornio del género Saperda, subfamilia Lamiinae. Fue descrita científicamente por Linné en 1758.
Se distribuye por Albania, Argelia, Alemania, Inglaterra, Austria, Bélgica, Bielorrusia, Bosnia y Herzegovina, Bulgaria, China, Croacia, Dinamarca, España, Estonia, Finlandia, Francia, Grecia, Hungría, Italia, Kazajistán, Letonia, Lituania, Luxemburgo, Moldavia, Mongolia, Noruega, Países Bajos, Polonia, Rumania, Rusia europea, Sicilia, Eslovaquia, Eslovenia, Suecia, Suiza, Chequia, Turquía, Ucrania y Yugoslavia. Mide 11-22 
milímetros de longitud. El período de vuelo ocurre en los meses de abril, mayo, junio, julio y agosto.

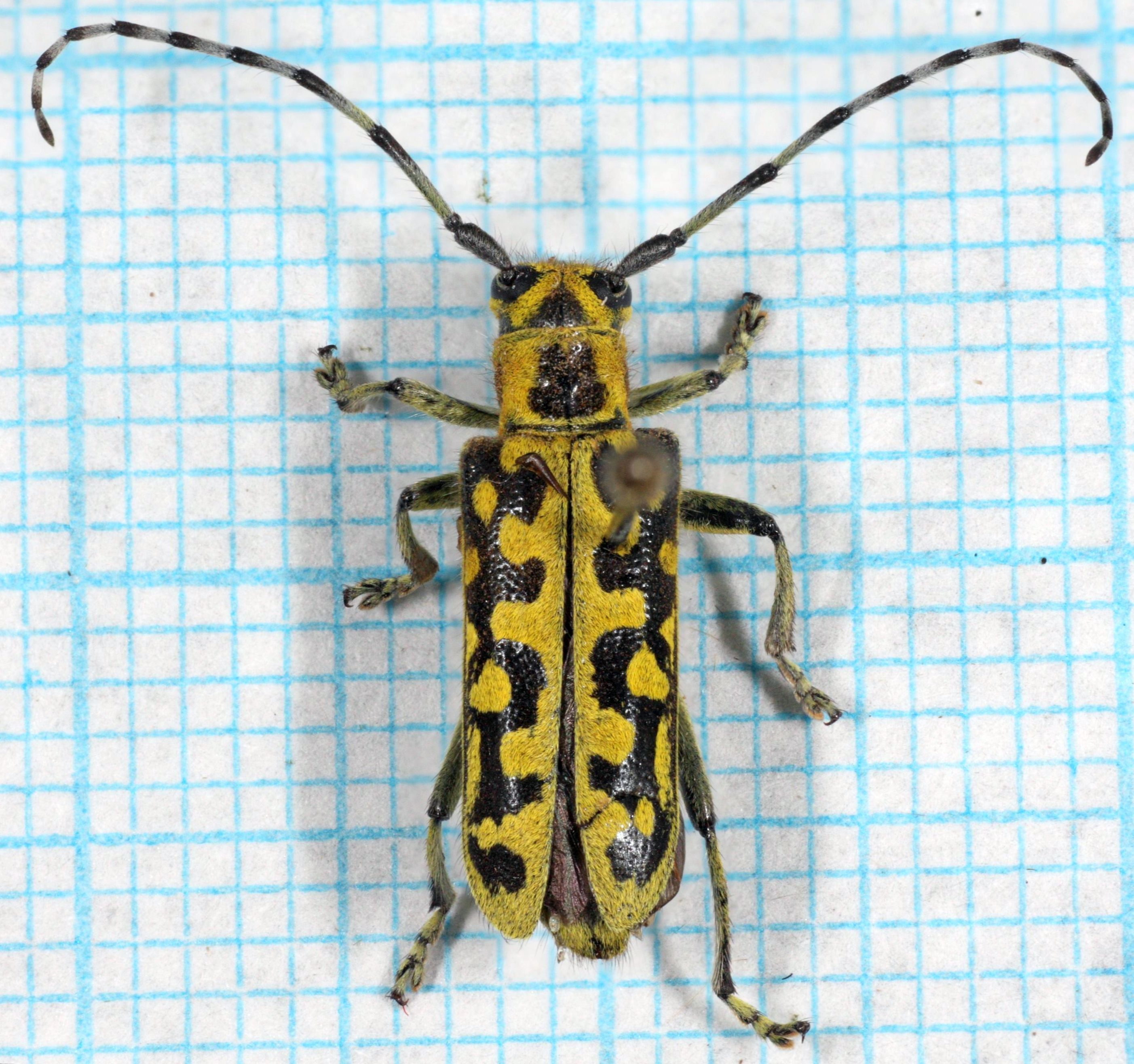
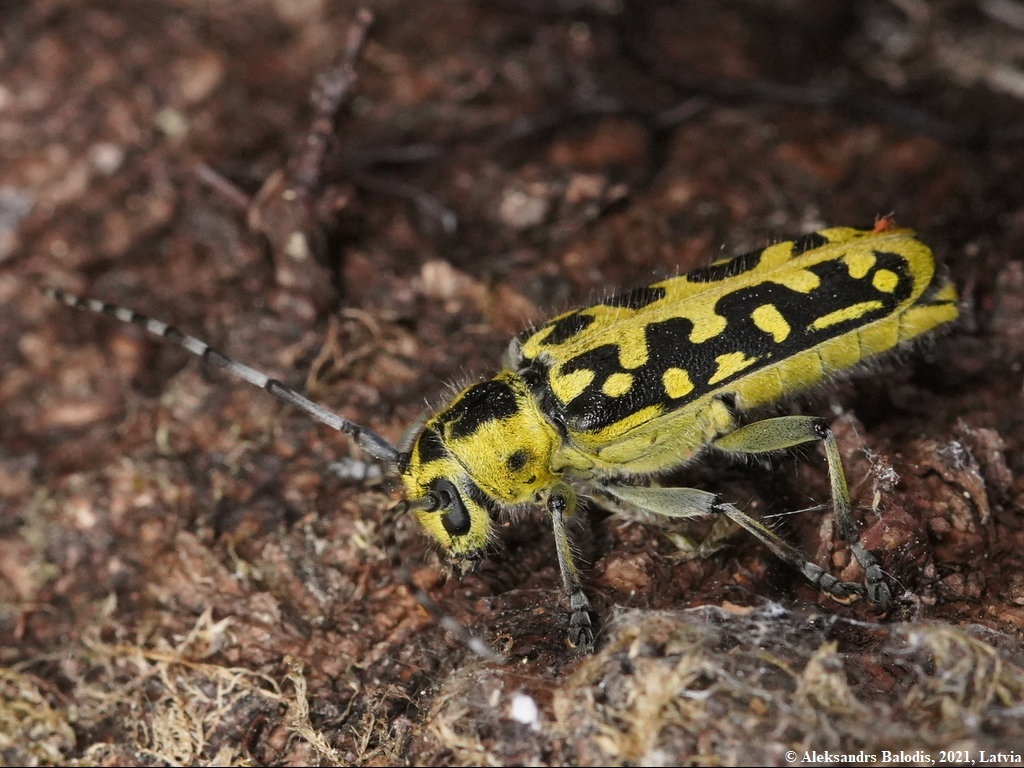
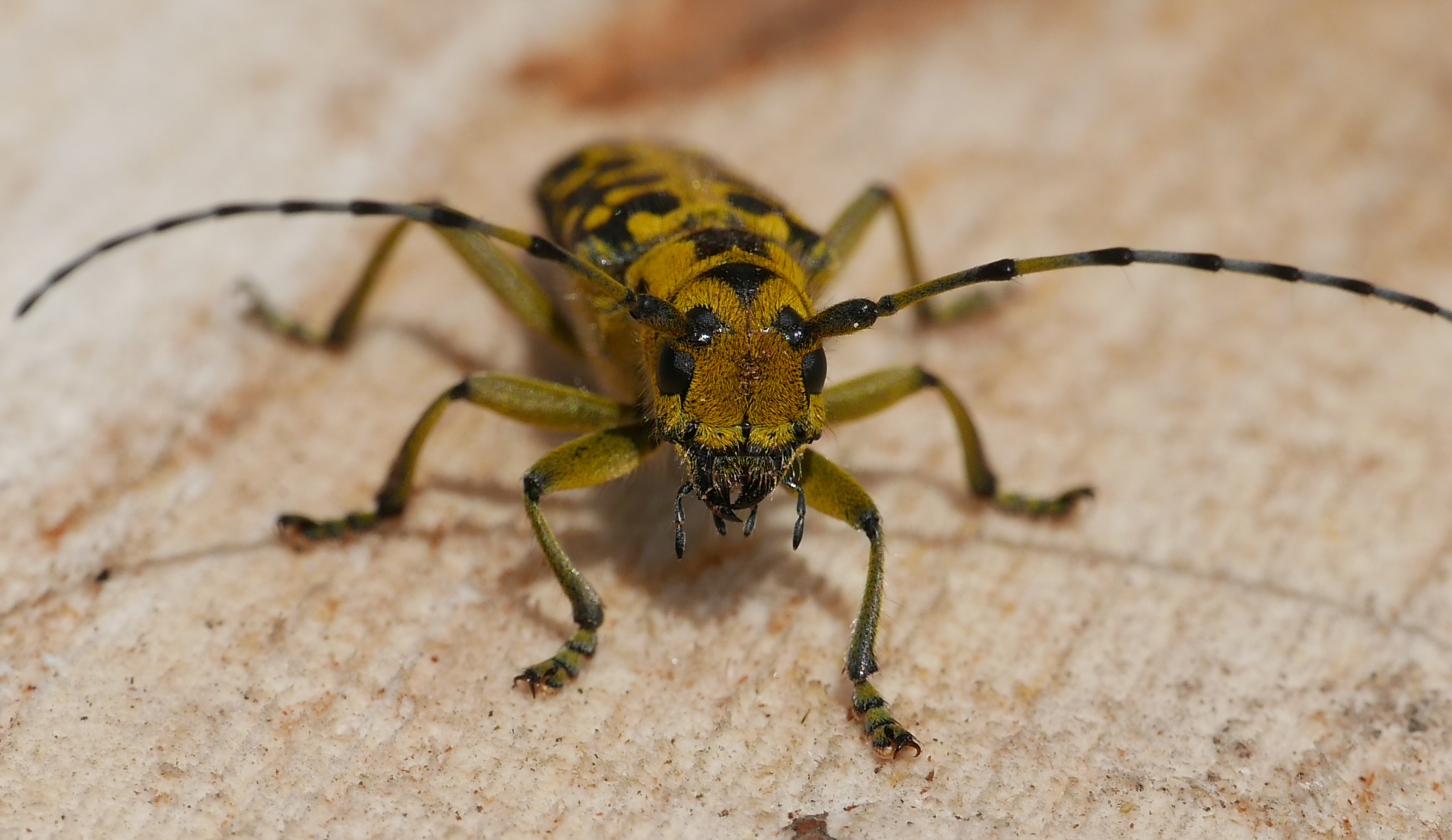
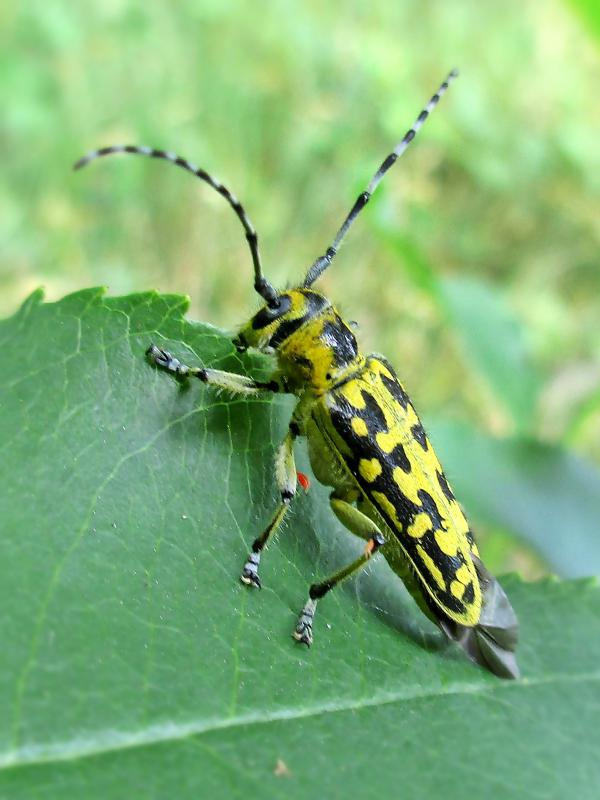
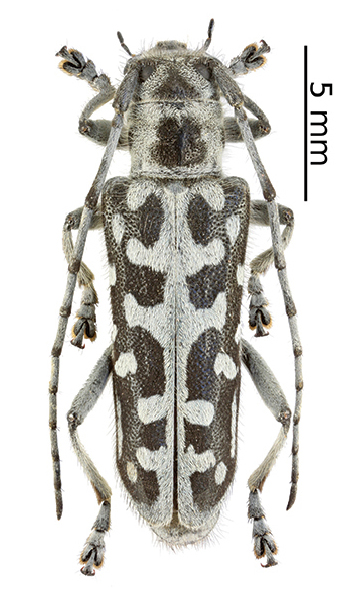